# Cantón de Quesnoy-sur-Deûle
El cantón de Quesnoy-sur-Deûle era una división administrativa francesa, que estaba situada en el departamento de Norte y la región de Norte-Paso de Calais.

## Composición
El cantón estaba formado por ocho comunas:
- Comines
- Deûlémont
- Lompret
- Pérenchies
- Quesnoy-sur-Deûle
- Verlinghem
- Warneton
- Wervicq-Sud

## Supresión del cantón de Quesnoy-sur-Deûle
En aplicación del Decreto n.º 2014-167 de 17 de febrero de 2014, el cantón de Quesnoy-sur-Deûle fue suprimido el 22 de marzo de 2015 y sus 8 comunas pasaron a formar parte cinco del nuevo cantón de Lambersart y tres del nuevo cantón de Armentières.